# Court Tomb von Carrigeengeare
Das Court Tomb von Carrigeengeare liegt im gleichnamigen Townland (irisch An Carraigín Géar) auf einer Wiese an der Regionalstraße R283. Es ist ca. 5 km östlich von Manorhamilton im County Leitrim in Irland entfernt.
Von der Anlage sind nur noch wenige Steine erhalten. Trotzdem kann sie mit einiger Sicherheit als Court Tomb angesehen werden. Sie steht auf einem kleinen, 21,50 m langen und 17,50 m breiten Hügel.
Die zwei Steine im Norden sind wahrscheinlich die Türpfosten zur Kammer. Sie stehen 0,90 m auseinander und sind ca. 1 m hoch. Nördlich davon steht ein einzelner Orthostat, der ein Pfosten zum Eingang zur Galerie sein könnte. Die Kammer ist 2,40 m lang. An ihrem Ende steht ein weiterer großer Stein.
Einige weitere Steine der Seitenwände ragen kaum sichtbar aus der Erde.